# Casas de Gracia y Favor
Las Casas de Gracia y Favor son casas o apartamentos pertenecientes al soberano de Gran Bretaña, las cuales son ofrecidas a algunas personas de forma gratuita como agradecimiento por los servicios prestados al país o a la corona. Actualmente, estas casas son usualmente incluidas dentro del regalo otorgado al primer ministro. 
La mayor parte de estas propiedades son determinadas como «beneficio en especie» durante el proceso de asignación de impuestos, aunque este estatus no se aplica a la residencia de 10 Downing Street o alguna casa otorgada por razones de seguridad, como la residencia del Secretario de Estado de Irlanda del Norte.
Algunas veces también son concedidas a antiguos políticos: por ejemplo, el ex-vice primer ministro británico John Prescott residió en una Casa de Gracia y Favor en Dorneywood hasta mayo de 2006.

## Ejemplos
Algunas de las Casas de Gracia y Favor inglesas incluyen:
- 10 Downing Street, Londres - Residencia Oficial del Primer Lord del Tesoro
- Chequers, Buckinghamshire - Residencia oficial de recreo del primer ministro
- Dorneywood, Buckinghamshire - Usualmente utilizada como residencia del Deputy Prime Minister, pero previamente ocupada por varios ministros.
- Admiralty House, Londres - Contiene tres departamentos, usualmente otorgados a ministros senior.
- Chevening, Kent - Usualmente utilizada por el Secretario de Estado para asuntos exteriores y de la Commonwealth.
- Carlton Gardens, Londres - Comúnmente utilizada como residencia del Secretario de Relaciones Exteriores.
- Palacio de Westminster, Londres - Las propias Casas del Parlamento contienen gran número de apartamentos oficiales, tradicionalmente ocupados por el Speaker de la Cámara de los Comunes y el Lord Chancellor.
- Castillo de Hillsborough, County Down - La residencia del Secretario de Estado de Irlanda del Norte.